# Еуклідіс-да-Кунья (мікрорегіон)
Еуклідіс-да-Кунья (порт. Microrregião de Euclides da Cunha) — мікрорегіон в Бразилії, входить в штат Баїя. Складова частина мезорегіону Північний схід штату Баїя. Населення становить 305 605 чоловік на 2005 рік. Займає площу 19 505.728 км². Густота населення — 15,7 чол./км². Носить ім'я бразильського письменника Еуклідіса да Куньї.

## Склад мікрорегіону
До складу мікрорегіону включені наступні муніципалітети:
1. Кансансан
2. Канудус
3. Еуклідіс-да-Кунья
4. Монті-Санту
5. Нордестіна
6. Кеймадас
7. Кіжінгі
8. Тукану
9. Уауа

| Бразилія | Це незавершена стаття з географії Бразилії. Ви можете допомогти проєкту, виправивши або дописавши її. |